# 崇仁殿
39°01′29″N 125°45′04″E / 39.02472°N 125.75111°E
崇仁殿，位於朝鮮平壤市中區域，建於1325年高麗末期，也是平壤最早的建築之一。檐上多繪有彩畫，鮮明展現了14世紀的高麗建築風格。
崇仁殿被列入第4號朝鮮民主主義人民共和國國寶。